# فقه ديوبندي
الفقه الديوبندي هو مدرسة في الفقه الإسلامي تعتمد على المذهب الحنفي في الشريعة الإسلامية. وهي مرتبطة بالحركة الديوبندية، التي نشأت في الهند في أواخر القرن التاسع عشر وانتشرت منذ ذلك الحين إلى أجزاء أخرى من العالم، وخاصة في جنوب آسيا. يؤكد الفقه الديوبندي على الالتزام الصارم بالقرآن والسنة، ويسعى إلى ضمان أن جميع جوانب الحياة اليومية تخضع للشريعة الإسلامية. ويولي اهتمامًا كبيرًا لمبادئ الفقه أو الشريعة الإسلامية، وهو معروف بتفسيره الصارم للشريعة الإسلامية. كما يؤكد على أهمية الأخلاق الإسلامية، ويؤكد على ضرورة أن يعيش المسلم حياة تقية وفاضلة. كان للفقه الديوبندي تأثير كبير على التعليم والعلم الإسلامي، وخاصة في جنوب آسيا وبين الشتات الجنوبي الآسيوي العالمي. ويلعب دورًا أساسيًا في السلطة القضائية في أفغانستان [الإنجليزية]. وقد ارتبطت أيضًا بالعديد من الحركات السياسية الإسلامية وكانت موضوعًا للجدل والنقاش داخل المجتمع الإسلامي.

## التعريف

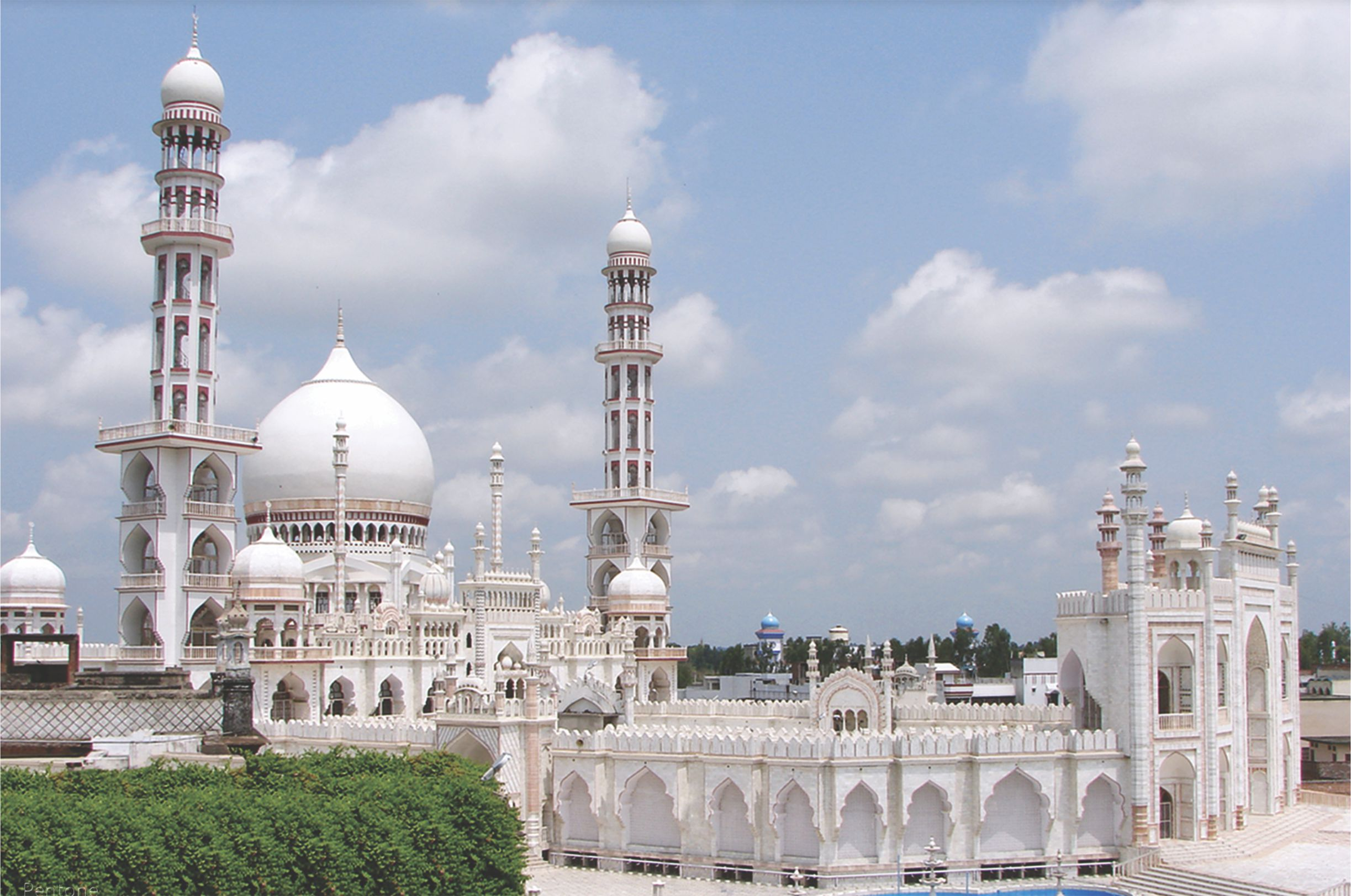
مسجد الرشيد، دار العلوم ديوبند

الفقه هو مصطلح يستخدم في الفقه الإسلامي للإشارة إلى فهم وتطبيق الشريعة الإسلامية. هو عملية فهم وتفسير مصادر الشريعة الإسلامية، والتي تشمل القرآن الكريم، والسنة، وإجماع العلماء، والقياس، من أجل استنباط الأحكام الشرعية لمواقف محددة. يغطي الفقه مجموعة واسعة من المواضيع بما في ذلك العبادات، وقانون الأسرة، والقانون التجاري، والقانون الجنائي، والعلاقات الدولية.
الديوبنديّة هي حركة داخل الإسلام السنّي نشأت في مدينة ديوبند، بالهند، في أواخر القرن التاسع عشر. كانت الحركة الديوبندية في البداية حركة إصلاحية تهدف إلى إحياء العلوم والممارسات الإسلامية التقليدية في المنطقة، وترتبط بتأسيس دار العلوم ديوبندي في عام 1866. ترتبط الديوبندية والفقه ارتباطًا وثيقًا، وقد طور العلماء والقادة المرتبطون بالحركة الديوبندية، وخاصة أولئك من دار العلوم ديوبند في الهند، تفسيرًا فريدًا للفقه الحنفي متأثرًا بتقاليدهم الفكرية ونظرتهم الدينية. يؤكد الفقه الديوبندي على الالتزام الصارم بالقرآن والسنة، ويتبع منهجية التفكير القانوني التي تعتمد على مبادئ وتعاليم الإمام أبي حنيفة، مؤسس المذهب الحنفي. تتضمن هذه المنهجية استخدام القياس والإجماع وغيرهما من مصادر الشريعة الإسلامية لاستخلاص الأحكام الشرعية لمواقف محددة. كما أكد علماء الديوبندية وقادتها على ضرورة تنقية الممارسة الإسلامية مما يرونه انحرافات وبدع، ومقاومة تأثير الثقافة الغربية والاستعمار. وقد أدى هذا إلى التركيز بشكل خاص على قضايا الهوية الإسلامية والأخلاق والتعليم، فضلاً عن الانخراط النقدي في القضايا السياسية والاجتماعية المعاصرة.

## الديوبنديّة المعاصرة
بالإضافة إلى الشبكات القائمة من المدارس والمؤسسات المماثلة، يعمل الفقه الديوبندي اليوم من خلال منظمات إسلامية مختلفة تنظم بشكل متكرر ندوات وتنشر أوراق بحثية. على سبيل المثال، تعتبر أكاديمية الفقه الإسلامي (الهند) منظمة معروفة مكرسة لتعزيز الفقه الإسلامي وتقديم التوجيه بشأن القضايا الدينية. تأسست الأكاديمية في عام 1989 تحت إشراف مجلس قانون الأحوال الشخصية للمسلمين في عموم الهند - الهيئة العليا للمسلمين الهنود - وتهدف إلى دراسة وحل القضايا المعاصرة التي يواجهها المسلمون في الهند وفي جميع أنحاء العالم وفقًا للشريعة الإسلامية. وتقوم الأكاديمية بإجراء البحوث ونشر الأوراق والكتب وتنظيم الندوات والمؤتمرات حول مجموعة واسعة من المواضيع المتعلقة بالشريعة الإسلامية وتطبيقاتها المعاصرة. وتغطي أنشطتها مختلف مجالات الشريعة الإسلامية، بما في ذلك قانون الأسرة، والقانون التجاري، والقانون الجنائي، وقانون العقود. وتقدم الأكاديمية أيضًا التوجيه بشأن القضايا المعاصرة مثل الأخلاقيات الحيوية، والتمويل، والعدالة الاجتماعية. إلى جانب عملها البحثي والنشر، تقدم أكاديمية الفقه الإسلامي في الهند التدريب والتعليم للعلماء وطلاب الشريعة الإسلامية، وتدير دورات وبرامج تدريبية لتعزيز دراسة وفهم الشريعة الإسلامية وتطبيقاتها العملية. علاوة على ذلك، تشارك الأكاديمية في أنشطة التواصل المجتمعي، مثل المحاضرات العامة، وورش العمل، وحملات التوعية، لتعزيز فهم أفضل للإسلام وقيمه. ويتعاون مع المنظمات الإسلامية الأخرى والعلماء في الهند والعالم لتعزيز الحوار والتعاون بين الأديان.
يعتمد الفقه الديوبندي على مجموعة متنوعة من الأساليب للتطوير، بما في ذلك نشر المجلات والنشرات الإخبارية. ومن بين هذه المنشورات مجلة "بينات"، وهي مجلة شهرية تصدرها جامعة العلوم الإسلامية في باكستان، وتركز في المقام الأول على الموضوعات المتعلقة بالمدرسة الفكرية الديوبندية. تحتوي هذه المجلة على مقالات تتناول العقيدة الإسلامية، والفقه، والتاريخ، والقضايا المعاصرة التي تؤثر على المجتمع الإسلامي. تشتهر البينات بآرائها المحافظة وتحظى بشعبية كبيرة بين المجتمع الديوبندي في باكستان. هناك مطبوعة أخرى تدعى "المجلس: صوت الإسلام"، وهي نشرة إخبارية محافظة للغاية أسسها أحمد صادق ديساي وتُنشر من جنوب أفريقيا. تتناول هذه النشرة الإخبارية الشهرية موضوعات مثل الفقه الإسلامي وعلم اللاهوت (الكلام) والقضايا المعاصرة، وتتميز بلغتها القوية وموقفها الثابت بشأن القضايا المتعلقة بالإسلام. وعلى الرغم من أن المجلس واجه انتقادات بسبب تشجيع التعصب والتطرف، فإنه لا يزال يتمتع بقاعدة كبيرة من المتابعين بين المسلمين المحافظين في جنوب أفريقيا وكان مؤثرًا في تشكيل الخطاب المحيط بالإسلام في البلاد. بالإضافة إلى ذلك، اكتسبت مجلة الكوثر، وهي مجلة شهرية موجهة نحو البحث تصدر من بنغلاديش وترتبط بمركز الدعوة الإسلامية، شهرة واسعة بفضل منشوراتها عالية الجودة منذ إنشائها في عام 2005 م.
عادة ما يلتزم الفقه الديوبندي بالمذهب الحنفي، ولكن في بعض المدارس الدينية في جنوب أفريقيا يُدرّس ويُمارس الفقه الشافعي أيضًا، اعتمادًا على الوضع. ومن بين هذه المؤسسات دار العلوم نيوكاسل [الإنجليزية]، التي أسسها قاسم سيما [الإنجليزية] في عام 1973.

## المنهجية
تعتمد منهجية الفقه الديوبندي إلى حد كبير على مبادئ وتعاليم المدرسة الحنفية، التي تؤكد على أهمية الإجماع والقياس والاجتهاد في تفسير وتطبيق الشريعة الإسلامية. ويولي علماء الديوبندية أيضًا أهمية كبيرة لدراسة القرآن والحديث، بالإضافة إلى أعمال علماء الإسلام الكلاسيكيين، مثل أبي حنيفة، والغزالي، وشاه ولي الله الدهلوي. بالإضافة إلى هذه المصادر التقليدية للمعرفة الإسلامية، فإن الفقه الديوبندي يستقي أيضًا من تعاليم وممارسات مؤسس الحركة الديوبندية، محمد قاسم النانوتوي، وخلفائه. وتولي المنهجية الديوبندية أهمية خاصة لدراسة ونقل المعرفة الإسلامية من خلال نظام المدارس الإسلامية، التي توفر منهجًا منظمًا للدراسات الإسلامية يغطي موضوعات مثل تفسير القرآن الكريم، ودراسات الحديث، والشريعة الإسلامية، وعلم اللاهوت (الكلام)، والروحانية. لقد كان هذا التركيز على التعليم والعلم الإسلامي سمة مميزة للحركة الديوبندية وساهم في انتشارها وتأثيرها في العديد من أجزاء العالم الإسلامي.

### البدعة
البدعة، وتعني الابتكار في الإسلام، هي أي اعتقاد أو ممارسة قُدمَت حديثًا والتي لا تتوافق مع التعاليم أو التقاليد الإسلامية الراسخة. ويعتبر هذا الانحراف عن السنة أو طريق النبي محمد سلبيًّا بشكل عام. إن مفهوم البدعة في الإسلام له عدة تصنيفات، والبدعة الحسنة والبدعة السيئة هما الأكثر شيوعًا. وقد ساهمت مدرسة ديوبند، التي تأسست في ظل التقاليد الإصلاحية الهندية، في إصلاح البدعة. في حين تختلف الآراء حول تعريف البدعة بين العلماء والمدارس الفكرية المختلفة، فإن مفهوم البدعة في الديوبندية محدد ومحدود. أشار رشيد أحمد غنكوهي إلى تعريف شاه محمد إسحاق [الإنجليزية] للبدعة عبر الأربعين: "أي ممارسة لم تُنقل عن السلف على أنها عبادة (واجب ديني) وتُؤدَّى كعبادة فهي بدعة". رفض غنكوهي تصنيف البدعة الحسنة والسيئة، قائلًا: "لا توجد بدعة على أنها بدعة حسنة. ما يُسمى بالحسن هو في الواقع السنة". وافق أشرف علي ثانوي، قائلًا إن البدعة الحقيقية ستكون دائمًا سيئة، والبدعة الحسنة هي بدعة في الشكل فقط، ولكنها في الواقع سنة لأنها جزء من مبدأ عام من مبادئ الدين."وعند التهانوي، فإن البدعة هي قبول أي أمر ليس من الدين خاصة أو عامة، باعتباره من الدين إقرارًا أو ممارسة.

## طالع أيضًا
- فهرس المقالات المتعلقة بالحركة الديوبندية [الإنجليزية]